# باول دين (لاعب كرة قاعدة)
باول دين (بالإنجليزية: Paul Dean)‏ هو لاعب كرة قاعدة أمريكي، ولد في 14 أغسطس 1912 في مقاطعة لوغان في الولايات المتحدة، وتوفي في 17 مارس 1981 في سبرينغدل في الولايات المتحدة.

## وصلات خارجية
- بول دين على موقع دوري كرة القاعدة الرئيسي (الإنجليزية)
- بول دين على موقعبيزبول رفرنس.كوم (الدوري الرئيسي) (الإنجليزية)
- بول دين على موقعبيزبول رفرنس.كوم (الدوري الثانوي) (الإنجليزية)